# Knœringue
Knœringue é uma comuna francesa na região administrativa de Grande Leste, no departamento Alto Reno. Estende-se por uma área de 4,63 km². Em 2010 a comuna tinha 385 habitantes (densidade: 83,2 hab./km²).